# لانکن-گرانیتس
لانکن-گرانیتس (به آلمانی: Lancken-Granitz) یک شهر در آلمان است که در فرپومرن-روگن واقع شده‌است. لانکن-گرانیتس ۴۰۳ نفر جمعیت دارد.